# Миллер, Эмилий Александрович
Эми́лий Алекса́ндрович Ми́ллер (1840—?) — архитектор и художник, академик Императорской Академии художеств.

## Биография
Ученик Императорской Академии художеств (с 1860). Получил медали Академии художеств: малая серебряная медаль (1861) за «проект вокзала на водах» и большая серебряная медаль за «проект охотничьего замка для богатого вельможи».
Звание классного художника 3-й степени (1862). Звание классного художника 2-й степени (1863) за «проект сельской церкви с домами для причта и училищем». Звание классного художника 1-й степени (1864) за проект: «Извощичий двор». Звание классного художника по живописи (1881) за пейзаж: «Наш север». Звание академика (1882) за проект: «Биржа».